# Stig Nordberg
Stig Karl Olof Olsson Nordberg, född 23 juli 1893 i Stockholm, död 22 juli 1975 i Eskilstuna, var en svensk skolledare.
Stig Nordberg var son till läroverksadjunkten Karl Leonard Olsson och Ida Sofia Amalia Nordberg samt bror till Tord O:son Nordberg. Efter studentexamen i Stockholm 1911 studerade han vid Uppsala universitet, där han blev filosofie magister 1917, filosofie licentiat 1922 och filosofie doktor 1926. Efter att från 1919 ha tjänstgjort som lärare vid Uppsala enskilda läroverk utnämndes han 1929 till lektor i modersmålet och tyska vid Högre allmänna läroverket i Eskilstuna. Från 1941 var ha rektor vid läroverket i Eskilstuna och blev 1946 lektor i modersmålet vid Högre allmänna läroverket å Östermalm. Nordberg var under kortare perioder tillförordnat undervisningsråd. Förutom språkvetenskapliga uppsatser i facktidskrifter publicerade han den grundliga undersökningen Fornsvenskan i våra latinska originaldiplom före 1300 (del 1, doktorsavhandlingen 1926, del 2 1932).